# Albert Monniot
Pour les articles homonymes, voir Monniot.
Albert Monniot (Nangis, 31 octobre 1862 - Paris, 21 novembre 1938) est un écrivain, essayiste, journaliste et militant contre-révolutionnaire français.

## Biographie
Proche d'Édouard Drumont, il collabore au journal La Libre Parole, dont il sera secrétaire de rédaction à partir de 1893. Il est d'ailleurs témoin de Drumont lors de son célèbre duel contre Georges Clemenceau en 1898. 
Il anime ensuite Le Grand Occicent avec Lucien Pemjean et Jean Drault. 
Durant les années 1930, il se rapproche du jeune Henry Coston qui relance La Libre Parole.

## Théories
Durant l'Affaire des fiches, il soutint dans le journal La Libre Parole que la fausse annonce de la mort de Jean-Baptiste Bidegain au Caire n'avait d'autre but que de détourner le regard de la presse et du public de l'assasinat du député Gabriel Syveton.

## Publications
- Le Moulin de Lauterbourg, Paris et Limoges, H. Charles-Lavauzelle, 1890.
- Le Dernier preux, roman de cape et d'épée, Paris, E. Dentu, 1895.
- Souvenirs d'un bleu, Paris, Société d'éditions littéraires, 1896.
- Coqs et corbeaux, récits patriotiques et militaires, Paris, Société d'éditions littéraires, 1897.
- Frères d'armes, grand roman patriotique franco-russe, Paris, Société d'éditions littéraires, 1899.
- Les Gouvernants contre la nation, Paris, Librairie antisémite, 1900.
- Un préfet violet : Mgr Pierre Geay, évêque de Laval, Paris, Société française d'imprimerie et de publicité, 1901.
- et Pierre Royer, La Religion napoléonienne, les étapes d'un schisme, Saint-Etienne, Chave et Boussard, 1902.
- Que faire ? Réponse d'un antisémite, Paris, Librairie antisémite, 1904.
- et Jean Dalvy, La Boussole, comédie dramatique anti-maçonnique, en 5 actes, d'après le roman La Belle préfète, Paris, A. Michel, 1905.
- L'Enfant du bagne, roman populaire, Paris, Librairie mondiale, 1908.
- Le Crime rituel chez les Juifs, préface d'Édouard Drumont, Paris, P. Téqui, 1914.
- préface à Adrien-Paul-Marie-Sylvain Gaudin de Villaine, L'Espionnage allemand en France, 1914-1916. Interpellation du 23 mars 1916 sur l'espionnage allemand en France et en particulier à Paris, adressée à M. Malvy, ministre de l'Intérieur, Paris, 1916.
- préface à Adrien-Paul-Marie-Sylvain Gaudin de Villaine, Les Briseurs de blocus, la haute banque et la guerre. Interpellation au Sénat de M. Gaudin de Villaine, préface et annotations d'Albert Monniot, Paris, P. Téqui, 1917.
- Les Morts mystérieuses. Les Oubliettes modernes, Paris, P. Téqui, 1918.
- Le Mystère de Fresnes, un crime de la Maffia, Paris, P. Téqui, 1919. À propos de la mort de Bonaventure Vigo, dit Miguel Almereyda.